# 川东

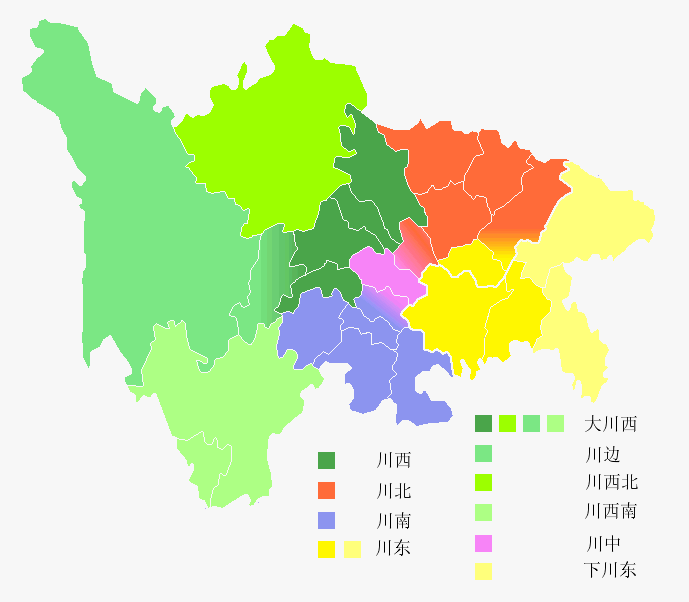
重庆直辖前的四川传统区划

川东即指原四川东部，是原四川（今四川省及重庆市）的一个地区，其中绝大部分地区属于今天的重庆直辖市管辖。具体来讲，是指原四川省所辖的重庆市、万县市、涪陵市、广安市和黔江地区。1997年原四川省东部地区的重庆市、万县市、涪陵市和黔江地区划出四川省，成立了中华人民共和国的第四个，也是最年轻的直辖市——重庆直辖市。由于重庆直辖市在地理上和原川东地区高度重合，且直辖后的重庆不再隶属于四川省，故重庆民间各界普遍认为：为了体现重庆独特的文化面貌与城市形象，不再适合用带“川”字的地理名词来来代称现今重庆的绝大部分地区。故川渝地区民间逐渐开始改变对属于重庆市境内的原川东地区地名的称呼：原万县市辖区（即原“下川东地区“）逐渐改称为渝东北翼，原涪陵市部分辖区和黔江地区辖区逐渐改称为渝东南翼。因此现今四川省内只有达州市、巴中市、广安市三个地级市属于历史传统上的“川东地区”，故近年来“川东”的称呼在川渝民间逐渐减少，但在年长者中仍有小范围使用。
川东地区由于山多地势复杂，除重庆市一小时经济圈属发达地区外，其余县市生产力发展较为缓慢。其中彭水、酉阳、开县、城口、巫溪曾是四川盆地内最贫困的县。根据2010年各地地区生产总值和2010年全国第六次人口普查各地常住人口等数据，川东地区人均GDP位列川西之后，川南、川北之前，但除重庆一小时经济圈外的渝东北翼、渝东南翼和四川省广安市等地区的人均GDP又落后于川南各市。但近年来，在中央的统一部署下，重庆开始有条不紊的建设内陆开放高地，推动成渝双城经济圈的发展，使得这些在历史上经济发展相对落后的地区焕发出了新的面貌。

值得一提的是，川东是一个泛义的地理文化名词，而非地方行政单位。
川东自古以来武将辈出，近百年来便涌现出了刘伯承（重庆开州）、聂荣臻（重庆江津）、邓小平（四川广安）、杨尚昆（重庆潼南）、杨白冰（重庆潼南）、张爱萍（四川达州市达川区）等解放军著名将领。於教育方面，則有西南大学、重庆大学、西南政法大学、四川外国语大学等全国知名的高等学府。

## 詳見
- 川東行署區
- 四川省
- 重庆市